# Feliciano Rivilla
Feliciano Rivilla Muñoz (ur. 21 sierpnia 1936 w Ávili zm. 6 listopada 2017) – hiszpański piłkarz występujący na pozycji obrońcy.

## Kariera klubowa
Rivilla swoją karierę zaczynał w klubie AD Plus Ultra, w którym grał w sezonie 1955/1956. Następnie w latach 1956–1958 był zawodnikiem Rayo Vallecano. Od roku 1958 był zawodnikiem Atlético Madryt, w którym to 21 września 1958 w przegranym 4–2 meczu z Valencią zadebiutował w Primera División. Największym sukcesem w klubowej karierze Rivilly jest Mistrzostwo Hiszpanii w sezonie 1956/1966, które zdobył jako piłkarz Atlético Madryt. Karierę zakończył w 1968 roku.
| Sezon     | Klub            | Kraj      | Rozgrywki                  | Mecze | Bramki |
| --------- | --------------- | --------- | -------------------------- | ----- | ------ |
| 1958/1959 | Atlético Madryt | Hiszpania | Primera División           | 21    | 1      |
| 1959/1960 | Atlético Madryt | Hiszpania | Primera División           | 30    | 0      |
| 1960/1961 | Atlético Madryt | Hiszpania | Primera División           | 29    | 0      |
| 1961/1962 | Atlético Madryt | Hiszpania | Primera División           | 25    | 0      |
| 1962/1963 | Atlético Madryt | Hiszpania | Primera División           | 21    | 0      |
| 1963/1964 | Atlético Madryt | Hiszpania | Primera División           | 29    | 1      |
| 1964/1965 | Atlético Madryt | Hiszpania | Primera División           | 18    | 0      |
| 1965/1966 | Atlético Madryt | Hiszpania | Primera División           | 24    | 1      |
| 1966/1967 | Atlético Madryt | Hiszpania | Primera División           | 28    | 0      |
| 1967/1968 | Atlético Madryt | Hiszpania | Primera División           | 19    | 1      |
|           |                 |           | Łącznie w Primera División | 244   | 4      |

## Kariera reprezentacyjna
W reprezentacji Hiszpanii Rivilla debiutował 10 lipca 1960 roku, a ostatni mecz w drużynie narodowej zagrał 10 listopada 1965 roku. Łącznie w reprezentacji wystąpił w 26 meczach, nie strzelając żadnej bramki. Był członkiem drużyny na Mundialu w Chile oraz na Mistrzostwach Europy w 1964 roku, gdzie Hiszpania jako gospodarz zdobył złoty medal, a sam Rivilla został wybrany do jedenastki turnieju. Pojechał też na Mundial do Anglii w 1966 roku, jednak nie zagrał tam, ani jednego spotkania.